# Hirundo smithii
La rondine codasottile o rondine di collina (Hirundo smithii Leach, 1818) è un piccolo uccello passeraceo della famiglia delle rondini.